# John W. Baird
John Washington Baird (New York, 22 febbraio 1852 – 8 maggio 1917) è stato uno scacchista statunitense.
Dal 1880 al 1906 partecipò a diversi tornei negli Stati Uniti e in Europa.
Nella sezione minore del Fifth American Chess Congress si classificò 4º-5º, con 9/13 punti. Nel 1883 ottenne il 4º posto nel campionato del Manhattan Chess Club. Nel 1886 ottenne il 3º posto con 6,5/12, sempre nel campionato del Manhattan Chess Club. 
Nel Torneo di New York 1889, a doppio turno con 20 partecipanti, vinto da Mikhail Chigorin e Max Weiss, si classificò al 19º posto.
Nel torneo di Breslavia 1892 (Hauptturnier) si classificò 2º-3º su sette partecipanti con 4 /6. Nel torneo di New York 1893, vinto da Pillsbury, si classificò 5º-6º su dieci giocatori. Nel forte torneo di Lipsia 1894, vinto da Tarrasch, si classificò 12º su 18 giocatori.
Era fratello di David G. Baird, anch'egli un forte giocatore di scacchi.